# Cyligramma griseata
Cyligramma griseata är en fjärilsart som beskrevs av M.Gaede 1936. Cyligramma griseata ingår i släktet Cyligramma och familjen nattflyn. Inga underarter finns listade i Catalogue of Life.